# メーデルパッド地方
メーデルパッド地方（メーデルパッドちほう、Medelpad [ˈmêːdɛlˌpɑːd, ˈměːdɛlpɑːd] ( 音声ファイル)）はスウェーデン北部ノールランドの地方の1つ。